# Скиаскопия
Скиаскопи́я (др.-греч. σκιά «тень» и σκοπέω «наблюдаю») — объективный метод определения рефракции глаза, основанный на наблюдении за движением теней в области зрачка при освещении глаза пучком света, отражённым от зеркала: при поворотах зеркала на фоне освещенного зрачка появляется движущаяся тень, положение которой в зрачке зависит, в частности, от рефракции исследуемого глаза.
Метод применяется в офтальмологии для определения типа рефракции глаза, степени близорукости, дальнозоркости, астигматизма — иногда используется название «теневая проба».

## Описание
Основное положение этой методики можно сформулировать следующим образом: движение тени не наблюдается, если дальнейшая точка ясного зрения совпадает с источником освещения зрачка, то есть фактически с положения исследователя.
Врач садится напротив больного, обычно на расстоянии 1 метр, и освещает зрачок исследуемого глаза плоским зеркалом (скиаскопом) или вогнутым зеркалом и, поворачивая его вокруг горизонтальной или вертикальной оси в одну и в другую сторону, наблюдает за характером движения тени в области зрачка. Исследование может также проводиться с расстояния 67 или 50 сантиметров.

## Последовательность исследования
1. Определяют вид рефракции (наличие аномалии).
- При использовании плоского зеркала:
  - в случае эмметропии, гиперметропии и миопии меньше −1.0D (диоптрии) тень на зрачке движется в ту же сторону, что и зеркало офтальмоскопа;
  - при миопии больше −1.0D — в противоположную сторону.
- При применении вогнутого зеркала соотношения обратные.

2. Установление степени — обычно применяют метод нейтрализации тени.
Отсутствие тени на зрачке (при скиаскопии и плоским, и вогнутым зеркалом с расстояния 1 метр) означает, что у исследуемого миопия −1,0D.
Для нейтрализации тени могут быть использованы:
- специальные скиаскопические линейки (при применении нужно стараться держать её вертикально и на расстоянии примерно 12 миллиметров от вершины роговицы);
- линзы из набора, которые вставляют в пробную оправу.

При исследовании глаза в условиях циклоплегии обследуемый должен смотреть на отверстие зеркала, а в случае сохранной аккомодации мимо уха врача, на стороне исследуемого глаза.
При миопии больше −1.0D к исследуемому глазу приставляют отрицательные линзы сначала слабые, а затем более сильные до тех пор, пока тень на зрачке не исчезнет. Степень миопии определяют, прибавляя к силе стекла, при котором исчезла тень, 1.0D (поправка на расстояние).
При миопии больше −1.0D определить её степень можно другим способом — постепенно приближаясь во время скиаскопии к исследуемому глазу до тех пор, пока не исчезнет тень. В этом положении измеряют расстояние между глазом исследующего и исследуемого и делят 100 сантиметров на полученное расстояние. (Например, если тень исчезла с расстояния 50 см, то у исследуемого миопия −2.0D = 100 / 50).
При гиперметропии, эмметропии и миопии меньше −1.0D аналогичную процедуру производят с положительными линзами и степень рефракции определяют, отнимая 1.0D от силы стекла, при котором исчезла тень на зрачке.
При астигматизме то же делают по отдельности в двух главных перпендикулярно расположенных меридианах.
3. Уточнение рефракции глаза при астигматизме.
Для уточнения рефракции глаза при астигматизме рекомендуется теневая проба с астигматическими (цилиндрическими) линзами — так называемая цилиндроскиаскопия либо полосчатая скиаскопия («штрихскиаскопия»), которая осуществляется специальными скиаскопами, отбрасывающими на исследуемый глаз световую полоску; эта полоска может вращаться и менять своё направление.

## Цилиндроскиаскопия
Производят обычную скиаскопию со сферическими линзами (линейками): ориентировочно определяют положение главных меридианов астигматического глаза и силу линз, нейтрализующих тень в каждом из них. Надевают пациенту пробную очковую оправу и устанавливают в гнезде против исследуемого глаза сферическую и астигматическую линзы, которые должны давать одновременную нейтрализацию тени в обоих главных меридианах. Производят скиаскопию, поворачивая зеркало сначала в направлении оси астигматической линзы, а затем в направлении её деятельного сечения. Если при этом тень в обоих случаях исчезает, достигнута нейтрализация аметропии. Если тень исчезает в направлении оси астигматической линзы и не исчезает в направлении её деятельного сечения, цилиндр ослабляют или усиливают до исчезновения тени. Если тень не исчезает в обоих направлениях, добиваются сначала её нейтрализации в направлении оси астигматической линзы путём подбора сферы, а затем в перпендикулярном направлении путём подбора цилиндра.
Если тень движется не по направлению оси астигматической линзы или её деятельного сечения, а между ними, примерно под углом 45°, оси цилиндра стоят неправильно. При этом поворачивают цилиндр в оправе, пока направление движения тени не совпадет с направлением оси. Добиваются нейтрализации тени в обоих сечениях. Затем ослабляют сферическую линзу, то есть уменьшают положительную или усиливают отрицательную линзу в соответствии с расстоянием, с которого производилась скиаскопия: при расстоянии 1 метр — на 1,0D, 67 см — на 1,5D, 50 см — на 2,0D.

## Источник
- Скиаскопия